# Jacques Schuitenvoerder
Jacques Schuitenvoerder (Brussel, 22 oktober 1846 - Amsterdam, 31 januari 1911), geboren als Isaac Simon Schuitenvoerder, was in de negentiende eeuw in het Circus Carré bekend als de clown August de Domme.
Schuitenvoerder was wettig kind van de circusartiesten Simon Isaac Schuitevoerder en Elisabeth van Heeks. Jacques Schuitenvoerder trouwde op donderdag 19 oktober, op 18-jarige leeftijd, met Theresia Blanus, de dochter van  Joseph Mozes Blanus (directeur van een paardenspel, eveneens een circusattractie), en Elisabeth Kinsbergen.
Jacques Schuitenvoerder werd door circusdirecteur Oscar Carré van het Koninklijk Theater Carré ontdekt, in eerste instantie als paardenkunstenaar, later met zijn komische act August de Domme. Bij het treinongeluk dat het circus in 1891 trof, waarbij mevrouw Carré om het leven kwam en veel artiesten gewond werden, kreeg Schuitenvoerder een zenuwinzinking, die hij nooit meer te boven kwam.